# Dennis Stevens
Dennis Stevens (født 30. november 1933, død 20. december 2012) var en engelsk fodboldspiller (angriber).
Gennem sin 15 år lange karriere spillede Stevens for henholdsvis Bolton Wanderers, Everton, Oldham Athletic og Tranmere Rovers. Hos Everton var han i 1963 med til at vinde det engelske mesterskab, mens han hos Bolton vandt FA Cuppen i 1958 efter finalesejr over Manchester United.
Stevens var fætter til Manchester United-legenden Duncan Edwards, der døde i München-ulykken i 1958.

## Titler
Engelsk mesterskab
- 1963 med Everton

FA Cup
- 1958 med Bolton Wanderers